# Canto per te (film 1935)
Canto per te (Liebeslied) è un film del 1935, diretto da Fritz Peter Buch e, non accreditato, Herbert B. Fredersdorf.

## Trama
Il giovane Heinrich Brandt è un compositore che ha da poco vinto un premio musicale con i suoi lieder. Di lui è innamorata Helga, che però deve soffrire in silenzio per l'imminente matrimonio di Heinrich con Maria. Quest'ultima, corsa al capezzale della madre moribonda, arriva troppo tardi. La madre, prima di morire, ha dato alla luce un bambino che Maria decide di adottare. La decisione però provoca la sua rottura con Heinrich: la professione di musicista che lo porta in giro per il mondo non si può conciliare con una vita in famiglia. Così, Maria - senza una spiegazione - lo lascia per vivere una vita di stenti e privazioni. Ma Heinrich non riuscirà a dimenticare la sua amata.

## Produzione
Il film fu prodotto da Max Pfeiffer per l'Universum Film (UFA).

## Distribuzione
La prima del film si tenne ad Amburgo il 16 dicembre 1935 con il titolo originale Liebeslied. In Austria prese il titolo Königin der Liebe. Uscito anche in Finlandia, uscì in sala il 22 marzo 1936.